# Namiestów

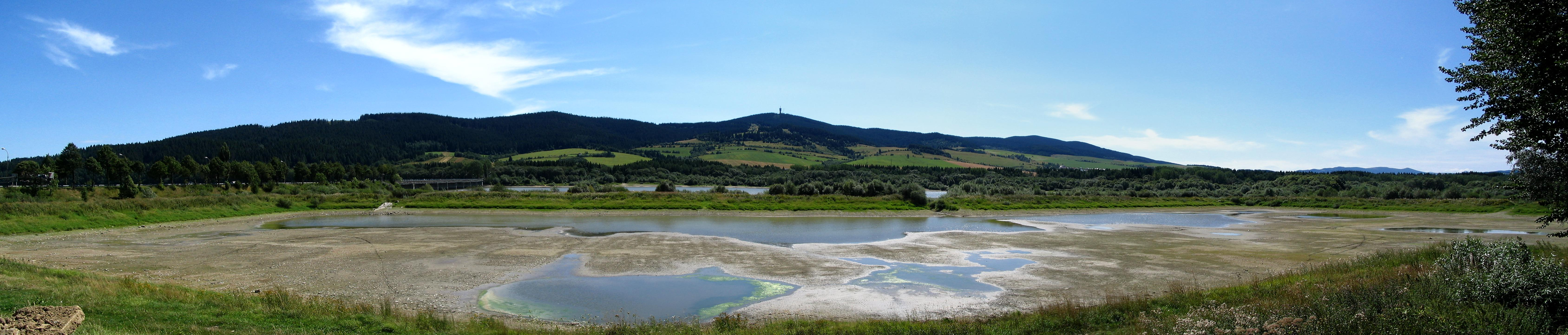
Panorama Magury Orawskiej (znad brzegu rzeki Orawy)

Namiestów (słow. Námestovo, węg. Námesztó) – miasto powiatowe w północnej Słowacji, w kraju żylińskim, w historycznym regionie Orawa.

## Położenie
Namiestów leży na wysokości 614 m n.p.m. nad sztucznym Jeziorem Orawskim w dolinie Białej Orawy, między pasmami górskimi Beskidu Orawsko-Żywieckiego i Magury Orawskiej. Liczba mieszkańców w 2011 roku wynosiła 7936 osób, powierzchnia miasta – 44,445 km².
Przez Namiestów przebiega droga krajowa nr 78 ze wsi Oravský Podzámok do przejścia granicznego Oravská Polhora – Korbielów, która na południowy zachód od miasta krzyżuje się z drogą lokalną nr 520 Tvrdošín – Čadca.

## Historia

### Do 1918 r.
Namiestów został założony w 1557 decyzją orawskiego magnata Franciszka Thurzo, który lokował go jako wieś na prawie wołoskim. Rzeczywistym założycielem nowej osady z ramienia F. Thurzona był późniejszy pierwszy dziedziczny sołtys wsi – Ondrej Rando. Osada weszła w skład dominium Zamku Orawskiego. Początkowo miała charakter rolniczy, w XVIII wieku rozwinęło się tu rzemiosło, zwłaszcza wyrób płótna. Do rozwoju miasta przyczyniło się zwłaszcza położenie na szlaku handlowym do Polski.
Już w 1612 r. Thurzonowie założyli tu parafię ewangelicką, a Namiestów zaczął się rozwijać nie tylko jako ośrodek handlowy, ale i jako centrum religijne. To protestanci wybudowali tu w latach 1656–1659 pierwszy kościół. W wieku XVII – wieku powstań antyhabsburskich – Namiestów zapisał się do historii pod rokiem 1671, kiedy zajął go jeden z dowódców kolejnego powstania kuruców – Kasper Pika. Pod hasłami antyhabsburskimi i antykatolickimi skupił wokół siebie znaczną ilość okolicznej ludności i z takim wojskiem zdobył niedalekie Zamki Orawskie.
Na początku XVIII w. Namiestów stał się głównym ośrodkiem rekatolicyzacji Orawy. Przybywało tu coraz więcej ludności katolickiej, a także żydowskiej. Motorem rozwoju wsi stało się prawo do wolnego handlu płótnem, które otrzymała ona w 1728 r. 14 czerwca 1776 cesarzowa Maria Teresa nadała wsi przywileje miejskie: uprawniały one do organizowania czterech jarmarków rocznie oraz cotygodniowych targów w każdy czwartek. Tutejsze targi i jarmarki należały do najsłynniejszych na całej Orawie. Oprócz płótna i innych wyrobów z lnu sprzedawano tu zwłaszcza wyroby z konopi, kożuchy oraz wyroby skórzane.
W latach 1875–1876 i 1879–1899 mieszkał tu sławny słowacki poeta Pavol Országh Hviezdoslav, którego pomnik stoi dziś przed kościołem parafialnym. W 1910 r. miasto miało 1,6 tys. mieszkańców, z czego 1,3 tys. Słowaków, 0,2 tys. Niemców i 0,1 tys. Węgrów. 

### Od 1918 r.
Po zakończeniu I wojny światowej, po rozpadzie Austro-Węgier, w okresie listopad-grudzień 1918 r. Namiestów znajdował się na obszarze kontrolowanym przez Wojsko Polskie, a od września 1919 r. do 28 lipca 1920 r. na obszarze plebiscytowym podlegającym władzy Międzynarodowej Komisji Plebiscytowej, a obejmującym całą Górną Orawę. Znajdowała się tam siedziba Okręgu (jednego z czterech na Górnej Orawie) polskiej Tajnej Organizacji Wojskowej, w skład którego wchodziły też Bobrów, Żubrohława, Klin Namiestowski, Słanice, Łokcza i Brzeza. Posterunek TOW w Namiestowie liczył 30 członków, zastępcą komendanta był Emil Mika.
W okresie I wojny światowej zanikły tradycje płóciennicze, jednak wtedy miasto było już lokalnym ośrodkiem przemysłowym. W 1943 r. Namiestów spustoszył pożar, pod koniec II wojny światowej, wiosną 1945 r. – zacięte walki o miasto. W latach pięćdziesiątych XX wieku jego południowa część (60%, w tym zabytkowe centrum) została zalana wodami Jeziora Orawskiego. Wskutek usytuowania tuż nad największym zbiornikiem wodnym środkowej Słowacji miasto nabrało później charakteru ośrodka turystyczno-rekreacyjnego. Miasto było siedzibą władz powiatu w latach 1777–1920, 1922–1960 i jest nią od 1996.

## Zabytki
W Namiestowie znajduje się renesansowy kościół pw. świętych apostołów Szymona i Judy z połowy XVII wieku. Przebudowany przed 1716 r., restaurowany w XIX w. i po 1945 r. Z dawnego wyposażenia wnętrza zachowały się barokowa chrzcielnica i dwa konfesjonały z XVIII w., a także rzeźby św. Katarzyny i św. Barbary oraz ludowy, kamienny posążek świętego z XIX w. Obok kościoła barokowa, kamienna kolumna maryjna z 1758 r.

## Współcześnie
Most nad zatoką Jeziora Orawskiego łączy główną część miasta z dzielnicą Slanická Osada, w której działa największa na Słowacji zawodowa szkoła hotelarsko-gastronomiczna. Na jeziorze leży jedyna pozostałość po zatopionej wsi Slanica – wyspa Slanický ostrov z zabytkowym kościołem z XVIII wieku, obecnie muzeum. Północna część miasta to typowe socjalistyczne blokowisko, w którym mieszka ponad połowa ludności miasta. W Namiestowie mieści się największy zakład elektrotechniczny na Słowacji – filia belgijskiej spółki PUNCH.
Namiestów jest miastem partnerskim Myszkowa.